# قمر در عقرب
در نجوم سنتی قمر در عقرب پدیدهٔ نجومی عبور کره ماه از زمینه صورت فلکی عقرب (کژدم) یا از امتداد برج فلکی عقرب است که هر ماه قمری یک بار رخ می‌دهد و معمولاً دو تا سه روز طول می‌کشد. از دیدگاه علمی، پدیده "قمر در عقرب" صرفاً یک وضعیت نجومی است که تأثیر فیزیکی مستقیمی بر رویدادهای زمینی ندارد و باور به نحس بودن آن جنبه فرهنگی و سنتی دارد. 

## توضیح علمی
ماه که فاصله حدودا ۳۵۰ هزار کیلومتری با زمین دارد در حال چرخش دور زمین است و صورت فلکی یک تصور ذهنی انسانی از به هم وصل کردن ستاره‌ها در آسمان‌هاست و اینکه ماه در چرخش خود در آسمان گاهی در این صورت فلکی می اُفتد و بودن یا نبودن ماه در این صورت فلکی هیچ تاثیری بر زندگی و سرنوشت انسان‌ها ندارد. درواقع این یک باور بسیار قدیمی از انسان‌های گذشته بود که درکی از ستاره‌ها نداشتند و حرکت ستاره‌ها در اسمان را نوعی نشانه از خدایان برای انتقال پیام می دانستند و این یک باور قدیمی بوده و با علم امروزی سازگاری ندارد. درواقع از نظر علمی صورت فلکی عقرب متشکل از چندین ستاره با فاصله حدود ۵۵۰ سال نوری هستند و حرکت ماه در این صورت فلکی هیچ ربطی به انسانها ندارد.

## توضیح نجومی
در هر ماه قمری، قمر زمین یک دور کامل به دور آن می‌گردد و به همین خاطر، یک بار از برج عقرب گذر می‌کند. با این حال، این زمان همیشه با چشم‌های غیر مسلح قابل رویت نیست. در ماه‌هایی نظیر آبان، آذر و دی، به خاطر این که خورشید در برج عقرب قرار دارد، عبور ماه از آن در روز اتفاق می‌افتد که به علت روشنایی خورشید، تنها ماه دیده خواهد شد. در مقابل، در ماه‌هایی نظیر خرداد و تیر، ماه در شب از صورت فلکی عقرب عبور می‌کند و در چنین شب‌هایی، از زمان غروب آفتاب تا طلوع آفتاب روز بعد می‌توان هم ماه و هم صورت فلکی عقرب را رویت کرد.
در بعضی موارد پدیدهٔ قمر در عقرب با گذر ماه از برابر ستاره قلب‌العقرب همراه است که این اتفاق تقریباً هر سال یک بار رخ می‌دهد و در همهٔ جهان قابل مشاهده است اما ناظر در هر نقطه‌ای از زمین با اختلاف درجه و ساعت این واقعه را مشاهده می‌کند.

### باورها
پدیدهٔ نجومی قمر در عقرب در سنگ‌نوشته‌ها و حجاری‌های باستانی به نمایش درآمده است. شاعران و دانشمندان ایرانی مانند ابوریحان بیرونی، رازی و شرف‌الدین مسعودی به این واقعهٔ نجومی در آثار خود اشاره کرده‌اند.

### روش محاسبه روزهای قمر در عقرب
منازل ماه (خانه‌ها) در برج‌های دوازده‌گانه (حمل، ثور، جوزا - سرطان، اسد، سنبله - میزان، عقرب، قوس - جدی، دلو و حوت) قرار دارند و تقسیم‌بندی مسیر یک دور گردش کره ماه بر دائرةالبروج می‌باشد. ماه در هر ماه قمری دو یا سه روز پشت سر هم در برج عقرب قرار می‌گیرد.
عقرب برج هشتم از دایره البروج است که خورشید سالی یکبار (آبان ماه) وارد آن می‌شود؛ ولی ماه هر ۲۷ روز یکبار از آن می‌گذرد و به مدت حدود ۲ روز در آن قرار دارد.
طبق روایات نقل شده، برخی امور از قبیل مسافرت و ازدواج در هنگام قمر در عقرب مکروه می‌باشد.
برای محاسبه زمان قمر در عقرب می‌توانید از فرمولی که در کتاب نجوم مقدماتی آورده شده‌استفاده کنید:
فرض کنید امروز ۲ مهر مصادف با ۱۵ شوال است.
1. روزها را یک واحد اضافه کنید (روز شمسی برابر ۳ و روز قمری برابر ۱۶)
2. روز قمری را در عدد ۱۲٫۲ ضرب کنید و حاصل را با روز شمسی جمع کنید.
3. حاصل جمع را بر عدد ۳۰ تقسیم کنید.
4. حاصل تقسیم را با عدد برج شمسی (مهر=۷) جمع کنید.
5. اگر عدد به‌دست آمده بیشتر از ۱۲ باشد منهای ۱۲ کنید.

عددی که نهایتاً به‌دست می‌آید تعیین‌کننده موضع ماه در برج‌های دوازده‌گانه است. اگر این عدد برابر ۸ باشد نشان دهنده زمان قمر در عقرب است.
شعری مرتبط با این موضوع برای محاسبه ساده‌تر موضع قمر نقل شده است:
آنچه از ماه شد مضاعف (دو برابر) کن
پنج دیگر فزای بر سر آن
پس به برجی که آفتاب در اوست (یعنی ماه شمسی که الان در آن هستیم)
بکن آغاز و پنج پنج بر آن
هر کجا منتها شود عددش
جای مه آن بود یقین می دان
| به تاریخ خورشیدی | برابر با تاریخ قمری |
| --- | ------------------- |
| ۸ فروردین ۱۴۰۳ (خورشیدی) | ۲۸ رمضان ۱۴۴۶       |
| ۴ اردیبهشت ۱۴۰۳ (خورشیدی) | ۲۵ شوّال ۱۴۴۶        |
| ۱ خرداد ۱۴۰۳ (خورشیدی) | ۲۴ ذی‌القعده ۱۴۴۶    |
| ۲۸ خرداد ۱۴۰۳ (خورشیدی) | ۲۱ ذی‌الحجّه ۱۴۴۶     |
| ۲۴ تیر ۱۴۰۳ (خورشیدی) | ۱۹ محرّم ۱۴۴۷        |
| ۲۰ مرداد ۱۴۰۳ (خورشیدی) | ۱۶ صفر ۱۴۴۷         |
| ۱۷ شهریور ۱۴۰۳ (خورشیدی) | ۱۵ ربیع‌الاول ۱۴۴۷   |
| ۱۳ مهر ۱۴۰۳ (خورشیدی) | ۱۲ ربیع‌الثانی ۱۴۴۷  |
| ۱۰ آبان ۱۴۰۳ (خورشیدی) | ۱۰ جمادی‌الاول ۱۴۴۷  |
| ۸ آذر ۱۴۰۳ (خورشیدی) | ۸ جمادی‌الثانی ۱۴۴۷  |
| ۵ دی ۱۴۰۳ (خورشیدی) | ۶ رجب ۱۴۴۷          |
| ۲ بهمن ۱۴۰۳ (خورشیدی) | ۳ شعبان ۱۴۴۷        |
| ۳۰ بهمن ۱۴۰۳ (خورشیدی) | ۲ رمضان ۱۴۴۷        |
| ۲۷ اسفند ۱۴۰۳ (خورشیدی) | ۲۹ رمضان ۱۴۴۷       |
| جدول فوق روزهای تقریبی حلول قمر (کره ماه) به برج عقرب است که پس از آن به‌مدت دو و نیم روز در برج عقرب و تقریبا بلافاصله دو روز پس از آن در صورت فلکی عقرب قرار می‌گیرد. (این جدول فقط برای سال ۱۴۰۳ خورشیدی تنظیم شده و برای سالهای پس از آن نیاز به اعمال محاسبه مجدد است.) |                     |